# Kotoxó
Kotoxó (Kutasó, Cotoxô, Kutaxó, Cutacho), pleme ili grupa plemena američkih Indijanaca porodice Camacanian naseljeni na istoku Brazila u državi Minas Gerais uz rijeke Rio Pardo, Contas i Ilhéus. Kotoxó i Catethoi zajedno čine jezičnu potporodicu porodice camacanian. 